# Justo de la Cueva
Justo de la Cueva Alonso (Madrid, 23 de novembre de 1937 - Etxarri Aranatz, Sakana, Nafarroa, Euskal Herria, 27 d'abril de 2017) fou un sociòleg, escriptor, pensador marxista, activista, periodista i professor universitari d'origen madrileny i resident al País Basc.
Nascut a Madrid, resideix des de 1980 a Nafarroa, i des de 1991 a la capital històrica d'Euskal Herria, Pamplona. Va cursar la carrera d'advocat, encara que era sociòleg d'ofici. Fou militant del PSOE fins que el 1977, a causa de les seves discrepàncies amb el llavors secretari general, Felipe González, va ser expedientat. Posteriorment, el 1980, es va traslladar a viure a Lizarra (Nafarroa) i va militar a Herri Batasuna (HB).
Ha exercit com a professor de Sociologia a la Facultat de Ciències Polítiques i Econòmiques de Madrid, a la Universitat CEU San Pablo, a l'Escola Ibèrica de Sociologia i Desenvolupament, a l'Escola de Gerents Cooperatius del Centre Nacional d'Educació Cooperativa, i fins i tot a la Universitat Comunista dels Països Catalans. També ha estat president de Comitè de Ciències Socials del Programa ESPES'2000 (Estudi Prospectiu de l'Educació en la Societat de l'any 2000) en què van participar set universitats espanyoles. També ha dirigit i participat en conferències, cursets intensius, seminaris, etc. De 1962 a 1964 fou Secretari Tècnic d'Estudis de Càritas, havent estat membre de la seva Secció d'Estudis entre 1960 i 1962. Durant 1965 i 1966 fou director de Documentación y Prensa S.A. Des de 1967 fins a l'actualitat, ha exercit la sociologia com a professional liberal, dirigint i realitzant més d'una seixantena d'investigacions sociològiques amb treball de camp. És autor de nombroses publicacions científiques i polítiques.
Seguint la tradició periodística familiar ha col·laborat des de la seva època d'estudiant en nombroses publicacions periodístiques de caràcter divers, fins i tot clandestines durant el franquisme, entre els quals figuren el diari YA, la revista Sábado Gráfico, el setmanari Tribuna Médica, la revista IP/Mark i la revista Relaciones Públicas. Durant nou anys, entre 1981 i 1989, va col·laborar de diverses formes amb la revista Punto y Hora de Euskal Herria. També ha publicat articles al diari Egin.

## Publicacions[1][5]
- Esos asesinos que impunemente matan cada día a miles de personas: los automóviles (1996)
- Negación vasca radical del capitalismo mundial (1994)
- La Escisión del PNV: EA, HB, ETA y la deslegitimación del Estado español en Euskadi sur (1988)